# Муса, Марио
Марио Муса (хорв. Mario Musa; 6 июля 1990 года, Загреб) — хорватский футболист, играющий на позиции защитника. Ныне выступает за хорватское «Динамо Загреб».

## Карьера
Марио Муса начинал свою карьеру футболиста в загребской «Локомотиве». 26 июля 2009 года он дебютировал в Первой хорватской лиге, выйдя на замену после перерыва в гостевом поединке против «Риеки». 24 марта 2012 года Муса забил свой первый гол в рамках чемпионата Хорватии, ставший единственным и победным в домашнем матче со «Сплитом».
В сезоне 2015/16 Марио Муса играл за загребское «Динамо», после чего на правах аренды представлял израильский «Маккаби» из Хайфы и шведский «Хаммарбю». Сезон 2017/18 он вновь провёл за «Локомотиву», также будучи в аренде, а в августе 2018 года вернулся в загребское «Динамо».

## Достижения
«Динамо» Загреб
- Чемпион Хорватии: 2015/16
- Обладатель Кубка Хорватии: 2015/16